# Rhinocheilus lecontei
Rhinocheilus lecontei är en ormart som beskrevs av Baird och Girard 1853. Den placeras som ensam art i släktet Rhinocheilus, inom familjen snokar.
Arten är med en längd av nästan en meter en medelstor orm. Den lever i Nordamerika och norra Mexiko, förekommer i torra habitat och vistas på marken. Rhinocheilus lecontei är nattaktiv och födan består främst av ödlor vilket kompletteras med mindre fåglar, mindre däggdjur och andra ormar. Honan lägger ägg.
IUCN kategoriserar arten globalt som livskraftig (LC).

## Underarter
Arten delas in i följande underarter:
- R. l. antonii
- R. l. etheridgei
- R. l. lecontei
- R. l. tessellatus